# Чулчиці-Кольонія
Чулчиці-Кольонія (пол. Czułczyce-Kolonia) — село в Польщі, у гміні Савин Холмського повіту Люблінського воєводства.
Населення — 238 осіб (2011).
У 1975-1998 роках село належало до Холмського воєводства.

## Демографія
Демографічна структура станом на 31 березня 2011 року:
|          | Загалом | Допрацездатний вік | Працездатний вік | Постпрацездатний вік |
| -------- | ------- | ------------------ | ---------------- | -------------------- |
| Чоловіки | 111     | 21                 | 83               | 7                    |
| Жінки    | 127     | 23                 | 73               | 31                   |
| Разом    | 238     | 44                 | 156              | 38                   |